# 4-та армія (СРСР)
4-та а́рмія (4 А) — загальновійськова армія у складі Збройних сил СРСР з вересня 1939 по 25 листопада 1943 та з січня 1944 по 1991.

## Командування
- Командувачі:
  - генерал-майор Коробков О. А. (січень — липень 1941);
  - полковник Сандалов Л. М. (липень 1941);
  - генерал-лейтенант Яковлєв В. Ф. (вересень — листопад 1941);
  - генерал армії Мерецков К. П. (листопад -грудень 1941);
  - генерал-майор Іванов П. О. (грудень 1941 — лютий 1942);
  - генерал-майор Ляпін П. І. (лютий — червень 1942);
  - генерал-майор, з вересня 1943 генерал-лейтенант Гусєв М. І. (липень 1942 — листопад 1943).